# Diana Riba i Giner
Diana Riba i Giner, née le 21 février 1975 à Barcelone, est une femme politique espagnole, membre de la Gauche républicaine de Catalogne. Elle est députée européenne depuis 2019.

## Biographie
Elle est élue en 2019 au Parlement européen sur la liste Ahora Repúblicas et réélue en 2024 sur la même liste. Elle siège au sein du groupe des Verts/Alliance libre européenne.